# Bourgaltroff
Bourgaltroff (en allemand Burgaltdorf) est une commune française située dans le département de la Moselle, en région Grand Est.

## Géographie
| Bénestroff |              | Marimont-lès-Bénestroff |
| Guébling   | Bourgaltroff | Bassing                 |
|            | Vergaville   | Bidestroff              |

Le village de Bourgaltroff fait partie du parc du Saulnois. Il se situe à près de 300 mètres au-dessus du niveau de la mer. La ville la plus proche, Dieuze, se trouve à 10 kilomètres.

### Écarts et lieux-dits
- Bédestroff.

### Hydrographie
La commune est située dans le bassin versant du Rhin au sein du bassin Rhin-Meuse. Elle est drainée par le ruisseau le Spin, le ruisseau de Bedestroff et le ruisseau de Bourgaltroff.
Le Spin, d'une longueur totale de 14 km, prend sa source dans la commune de Lidrezing et se jette  dans la Seille à Dieuze en limite avec Val-de-Bride, après avoir traversé sept communes.

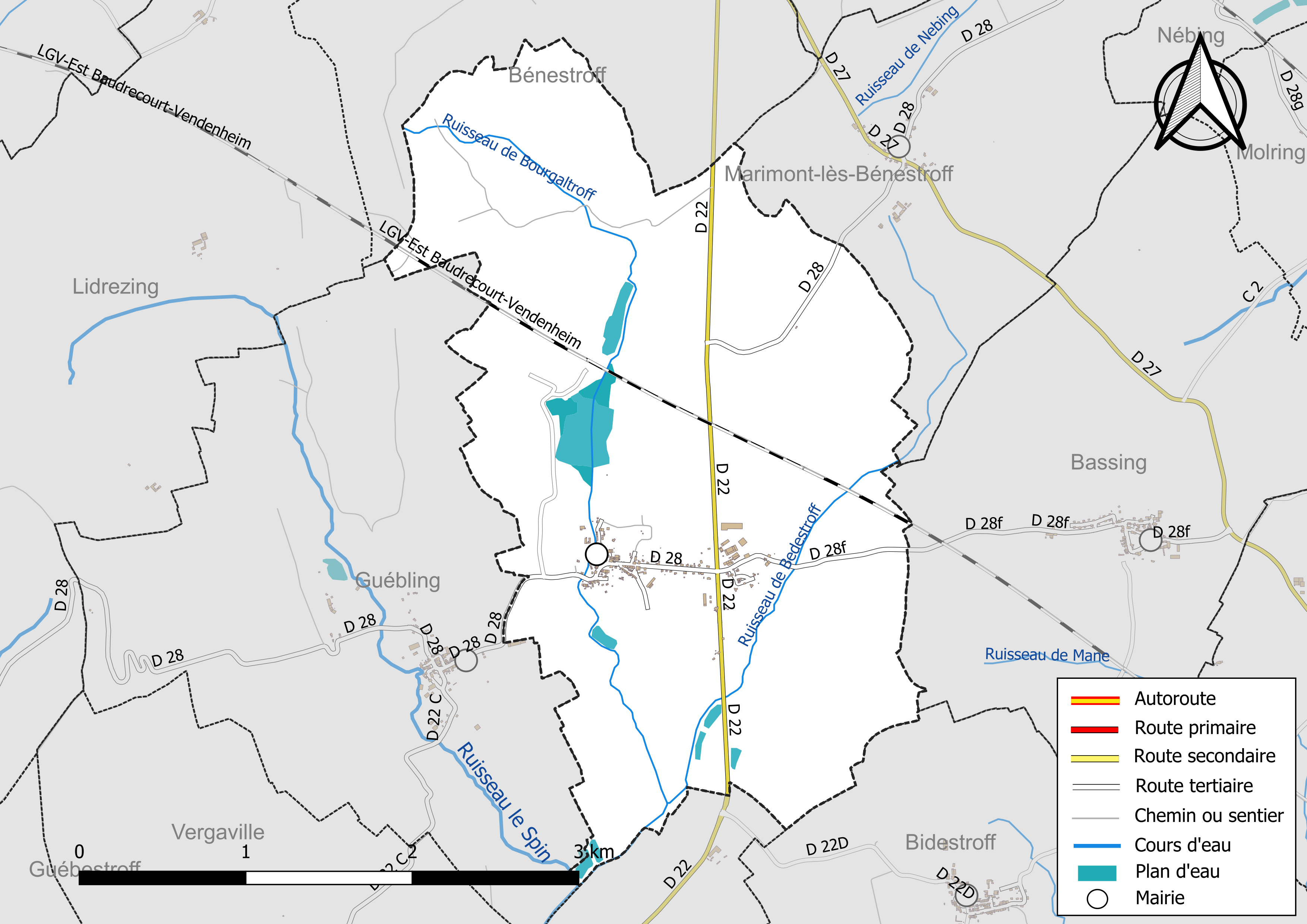
Réseaux hydrographique et routier de Bourgaltroff.

La qualité des eaux des principaux cours d’eau de la commune, notamment du ruisseau le Spin, peut être consultée sur un site spécial géré par les agences de l’eau et l’Agence française pour la biodiversité.

### Climat
Pour des articles plus généraux, voir Climat du Grand Est et Climat de la Moselle.
En 2010, le climat de la commune est de type climat des marges montargnardes, selon une étude du Centre national de la recherche scientifique s'appuyant sur une série de données couvrant la période 1971-2000. En 2020, Météo-France publie une typologie des climats de la France métropolitaine dans laquelle la commune est exposée à un climat semi-continental et est dans la région climatique  Lorraine, plateau de Langres, Morvan, caractérisée par un hiver rude (1,5 °C), des vents modérés et des brouillards fréquents en automne et hiver. 
Pour la période 1971-2000, la température annuelle moyenne est de 9,9 °C, avec une amplitude thermique annuelle de 16,9 °C. Le cumul annuel moyen de précipitations est de 828 mm, avec 11,8 jours de précipitations en janvier et 9,1 jours en juillet. Pour la période 1991-2020, la température moyenne annuelle observée sur la station météorologique de Météo-France la plus proche, « Rodalbe », sur la commune de Rodalbe à 6 km à vol d'oiseau, est de 10,6 °C et le cumul annuel moyen de précipitations est de 737,2 mm. 
La température maximale relevée sur cette station est de 38,7 °C, atteinte le 24 juillet 2019 ; la température minimale est de −18,1 °C, atteinte le 26 décembre 2010,,. 
Les paramètres climatiques de la commune ont été estimés pour le milieu du siècle (2041-2070) selon différents scénarios d'émission de gaz à effet de serre à partir des nouvelles projections climatiques de référence DRIAS-2020. Ils sont consultables sur un site spécial publié par Météo-France en novembre 2022.

## Urbanisme

### Typologie
Au 1er janvier 2024, Bourgaltroff est catégorisée commune rurale à habitat dispersé, selon la nouvelle grille communale de densité à sept niveaux définie par l'Insee en 2022.
Elle est située hors unité urbaine. Par ailleurs la commune fait partie de l'aire d'attraction de Dieuze, dont elle est une commune de la couronne,. Cette aire, qui regroupe 31 communes, est catégorisée dans les aires de moins de 50 000 habitants,.

### Occupation des sols
L'occupation des sols de la commune, telle qu'elle ressort de la base de données européenne d’occupation biophysique des sols Corine Land Cover (CLC), est marquée par l'importance des territoires agricoles (72,3 % en 2018), une proportion sensiblement équivalente à celle de 1990 (72,6 %). La répartition détaillée en 2018 est la suivante : 
terres arables (49,4 %), forêts (23,3 %), prairies (21,4 %), zones urbanisées (4,4 %), zones agricoles hétérogènes (1,4 %). L'évolution de l’occupation des sols de la commune et de ses infrastructures peut être observée sur les différentes représentations cartographiques du territoire : la carte de Cassini (XVIIIe siècle), la carte d'état-major (1820-1866) et les cartes ou photos aériennes de l'IGN pour la période actuelle (1950 à aujourd'hui).

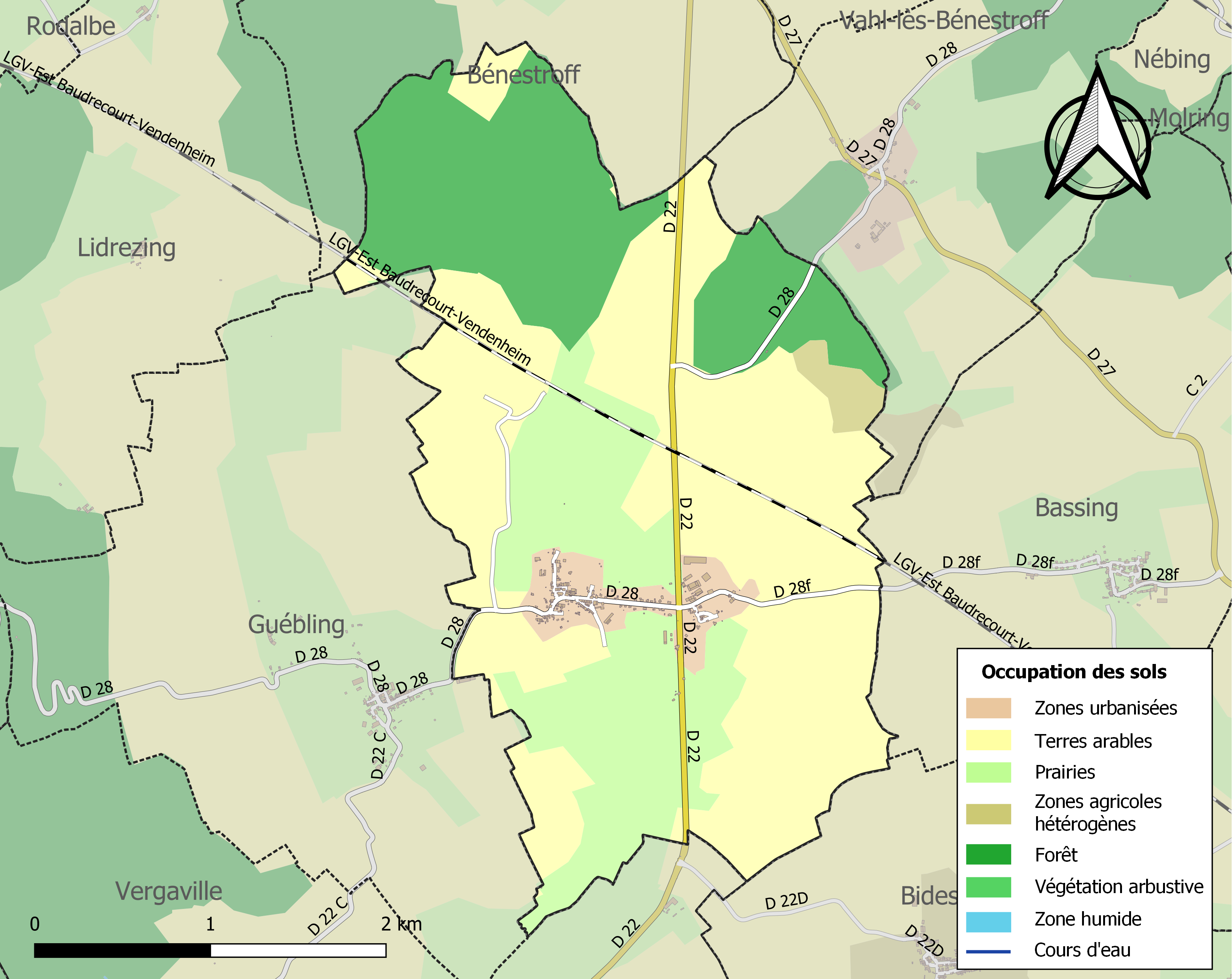
Carte des infrastructures et de l'occupation des sols de la commune en 2018 (CLC).

## Toponymie
- Bourgaltroff : Burigaltorff (1301), Bourigaltorff (1510), Buraltorff et Burgk-et-Alstroff (1525), Bourgaltroff (1793), Bourg-Altroff (1801), Burgaltdorf (1871-1918 et 1940-1944).
- Bédestroff : Bederstorff (1310), Bedestorff (1606), Bedersdorff (1694), Beidersdorf (1871-1918), Beidesdorf (1940-1944).

## Histoire
- Dès le VIIIe siècle, bien de l'abbaye de Wissembourg.
- Commune formée des anciennes paroisses de Bourgaltroff (seigneurie et château fort relevant du comté de Deux-Ponts) et de Bédestroff (bien de la principauté épiscopale de Metz).

Anciennement s'y trouvait un café.

## Politique et administration
| Période                                  | Période   | Identité              | Étiquette | Qualité |
| ---------------------------------------- | --------- | --------------------- | --------- | ------- |
| Les données manquantes sont à compléter. |           |                       |           |         |
| avant 1981                               | 1983      | Robert Mittelbronn    |           |         |
| 1983                                     | 1989      | René Salzmann         |           |         |
| mars 1989                                | mars 2008 | Louis-Bernard Turquin |           |         |
| mars 2008                                | En cours  | Sylvain Hinschberger  |           |         |

## Démographie
L'évolution du nombre d'habitants est connue à travers les recensements de la population effectués dans la commune depuis 1793. Pour les communes de moins de 10 000 habitants, une enquête de recensement portant sur toute la population est réalisée tous les cinq ans, les populations de référence des années intermédiaires étant quant à elles estimées par interpolation ou extrapolation. Pour la commune, le premier recensement exhaustif entrant dans le cadre du nouveau dispositif a été réalisé en 2005.

En 2022, la commune comptait 226 habitants, en évolution de −9,6 % par rapport à 2016 (Moselle : +0,52 %, France hors Mayotte : +2,11 %).
| 1793 | 1800 | 1806 | 1821 | 1831 | 1836 | 1841 | 1846 | 1851 |
| ---- | ---- | ---- | ---- | ---- | ---- | ---- | ---- | ---- |
| 480  | 473  | 557  | 639  | 659  | 992  | 635  | 625  | 603  |

| 1856 | 1861 | 1871 | 1875 | 1880 | 1885 | 1890 | 1895 | 1900 |
| ---- | ---- | ---- | ---- | ---- | ---- | ---- | ---- | ---- |
| 503  | 504  | 494  | 471  | 472  | 465  | 434  | 391  | 404  |

| 1905 | 1910 | 1921 | 1926 | 1931 | 1936 | 1946 | 1954 | 1962 |
| ---- | ---- | ---- | ---- | ---- | ---- | ---- | ---- | ---- |
| 389  | 389  | 336  | 341  | 307  | 297  | 280  | 254  | 246  |

| 1968 | 1975 | 1982 | 1990 | 1999 | 2005 | 2006 | 2010 | 2015 |
| ---- | ---- | ---- | ---- | ---- | ---- | ---- | ---- | ---- |
| 251  | 207  | 226  | 238  | 239  | 272  | 277  | 283  | 254  |

| 2020 | 2022 | - | - | - | - | - | - | - |
| ---- | ---- | - | - | - | - | - | - | - |
| 236  | 226  | - | - | - | - | - | - | - |

## Culture locale et patrimoine

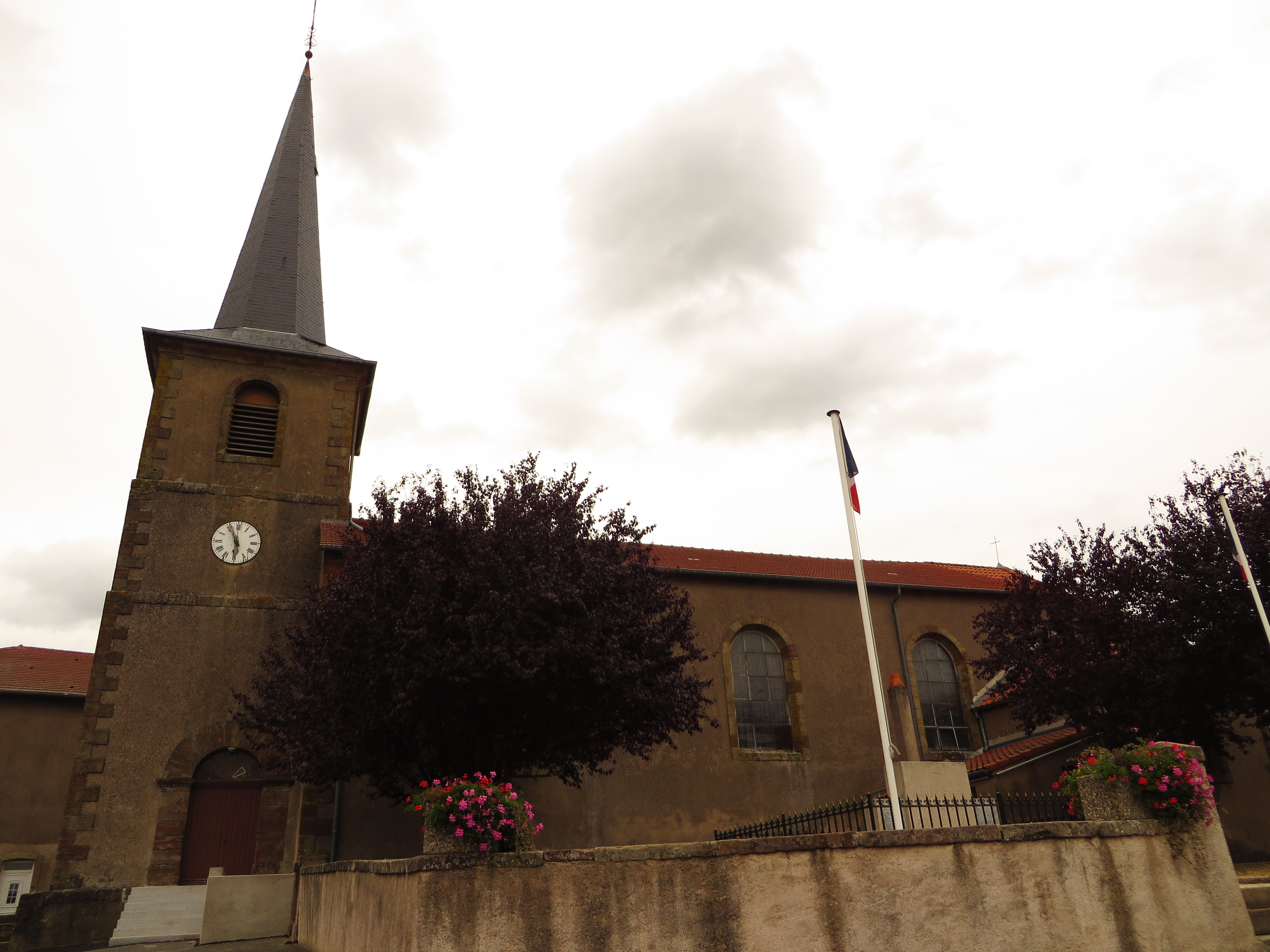
Église Saint-Wendelin.

### Lieux et monuments
- Église Saint-Wendelin 1770 : bancs anciens.
- Restes des bâtiments du château fort.

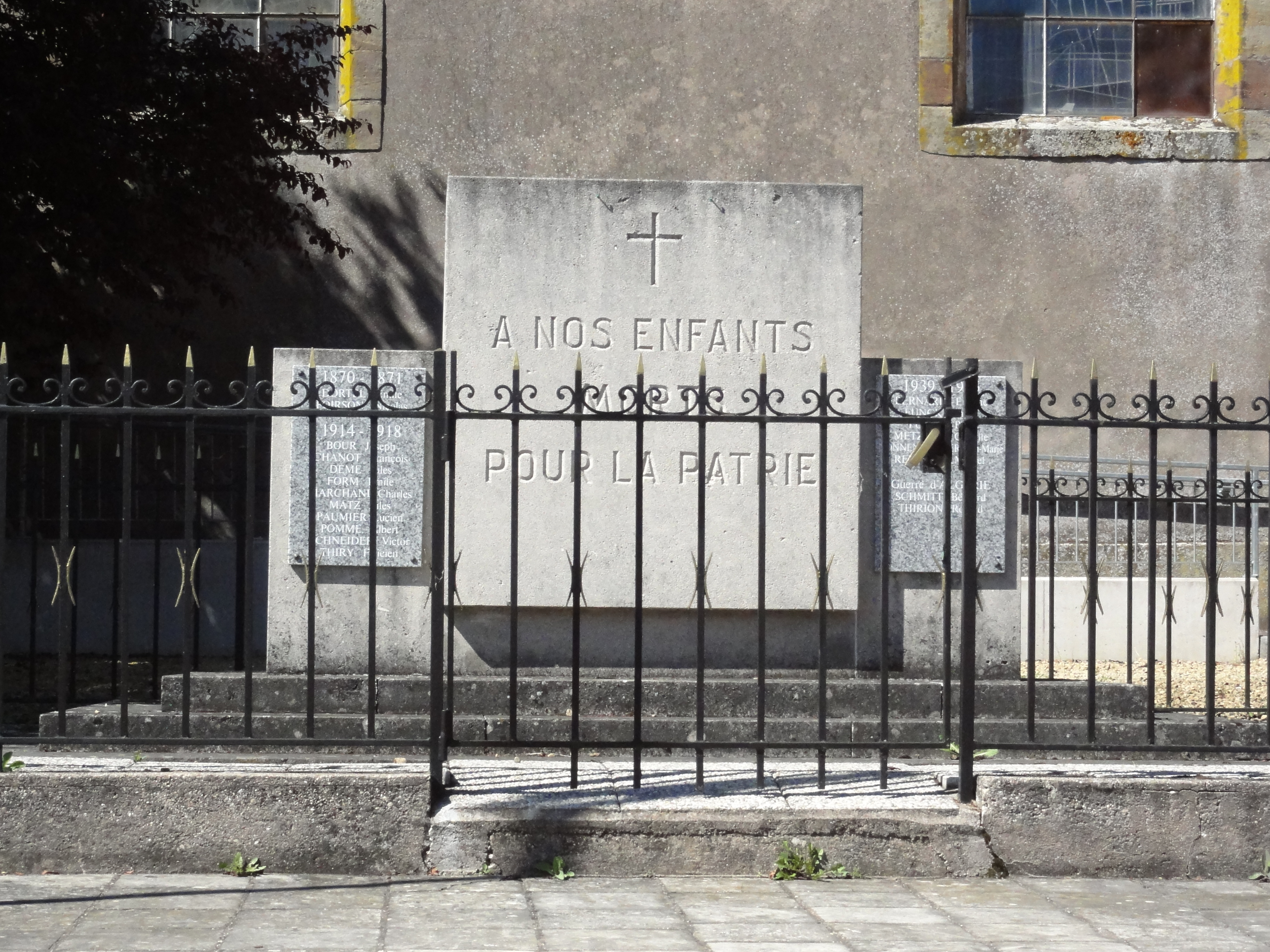
Monument aux morts.
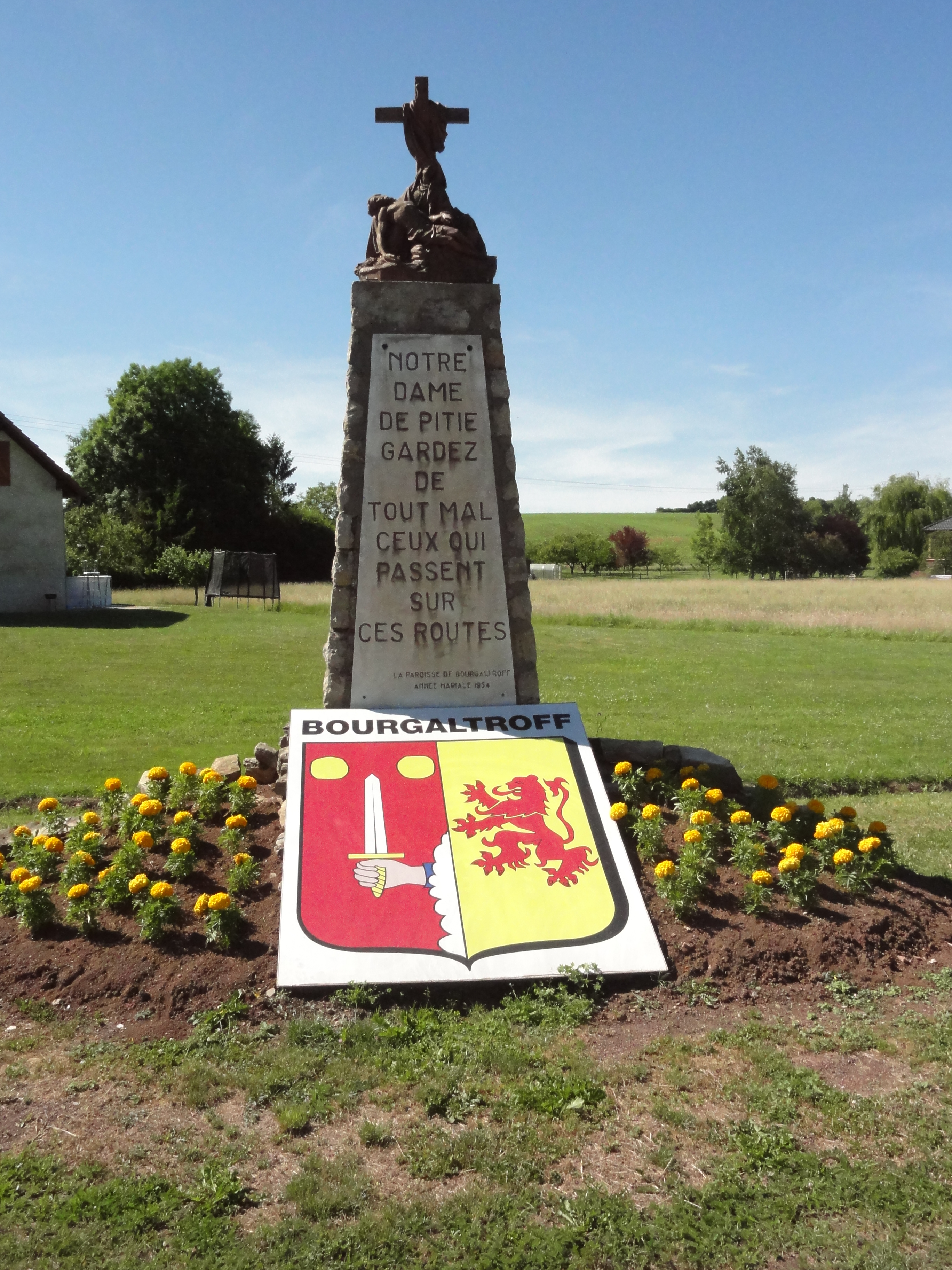
Pietà.

- Monument aux morts.
- Pietà.

### Association(s)
Le village de Bourgaltroff compte une association, le Foyer Rural de Bourgaltroff dépendant des Foyers Ruraux de Lorraine.

### Héraldique
| Blason de Bourgaltroff | Blason  | Parti : au 1er de gueules au dextrochère de carnation, vêtu d'azur, mouvant d'un nuage d'argent, tenant une épée haute d'argent garnie d'or, accostée en chef de deux cailloux d'or, au 2e d'or au lion de gueules. |
| Blason de Bourgaltroff | Détails | Le statut officiel du blason reste à déterminer. |